# Strathy
Strathy (Schots-Gaelisch: Srathaidh) is een dorp in Sutherland in de Schotse Hooglanden. De plaats ontstond in de late negentiende eeuw toen de noordkust van Schotland werd bevolkt door families die gedwongen werden verdreven tijdens de ontruiming van de Hooglanden.
Strathy ligt aan de noordkust van Schotland, aan de A836, op ongeveer 30 km ten westen van Thurso. Het dorp zelf omvat ten minste drie verschillende wijken: Strathy East, Strathy West en Strathy Point. Deze omsluiten over het algemeen de rest van het dorp, voornamelijk Steven Terrace. Als we de uitnodigende wegwijzers beschouwen als de grenzen van het dorp, dan ligt Strathy binnen deze gebieden. Sommigen zouden echter zeggen dat Strathy ook de nederzetting Baligill in het oosten omvat, en ook Brawl, Aultiphurst en Lednagullin in het westen, in wezen de hele gemeenschap tussen de Baligill Burn en de Armadale 'Big' Burn.
De Church of Scotland in Strathy heeft een prominente positie bij de nadering van het dorp vanuit het oosten. De vuurtoren op Strathy Point werd in 1958 gebouwd. Het was de eerste vuurtoren in Schotland die op elektriciteit werkte en de laatste vuurtoren die werd gebouwd met de bedoeling om bemand te worden. Hij is in 2012 buiten werking gesteld.
In de heide ten zuiden van het dorp staat een kalkstenen kruis dat de “priest's stone” wordt genoemd. Het werd in 1900 door Alexander Munro beschreven als “absoluut uniek onder de Schotse kruizen”, omdat de diepe kopjes aan de vier uiteinden en in het midden lijken te herinneren aan de “cups and rings” die kenmerkend zijn voor soortgelijke heidense gedenktekens, ondanks het schijnbaar christelijke karakter van het monument. Hij speculeerde dat het mogelijk dateert uit de overgangsperiode tussen heidendom en christendom in het gebied rond de zevende eeuw, hoewel hij accepteerde dat het ontbreken van ander bewijs elke zekerheid uitsloot. Volgens de plaatselijke legende zou het verstoren van de steen resulteren in een storm. In het dorpshuis van Strathy staat een replica van het kruis.

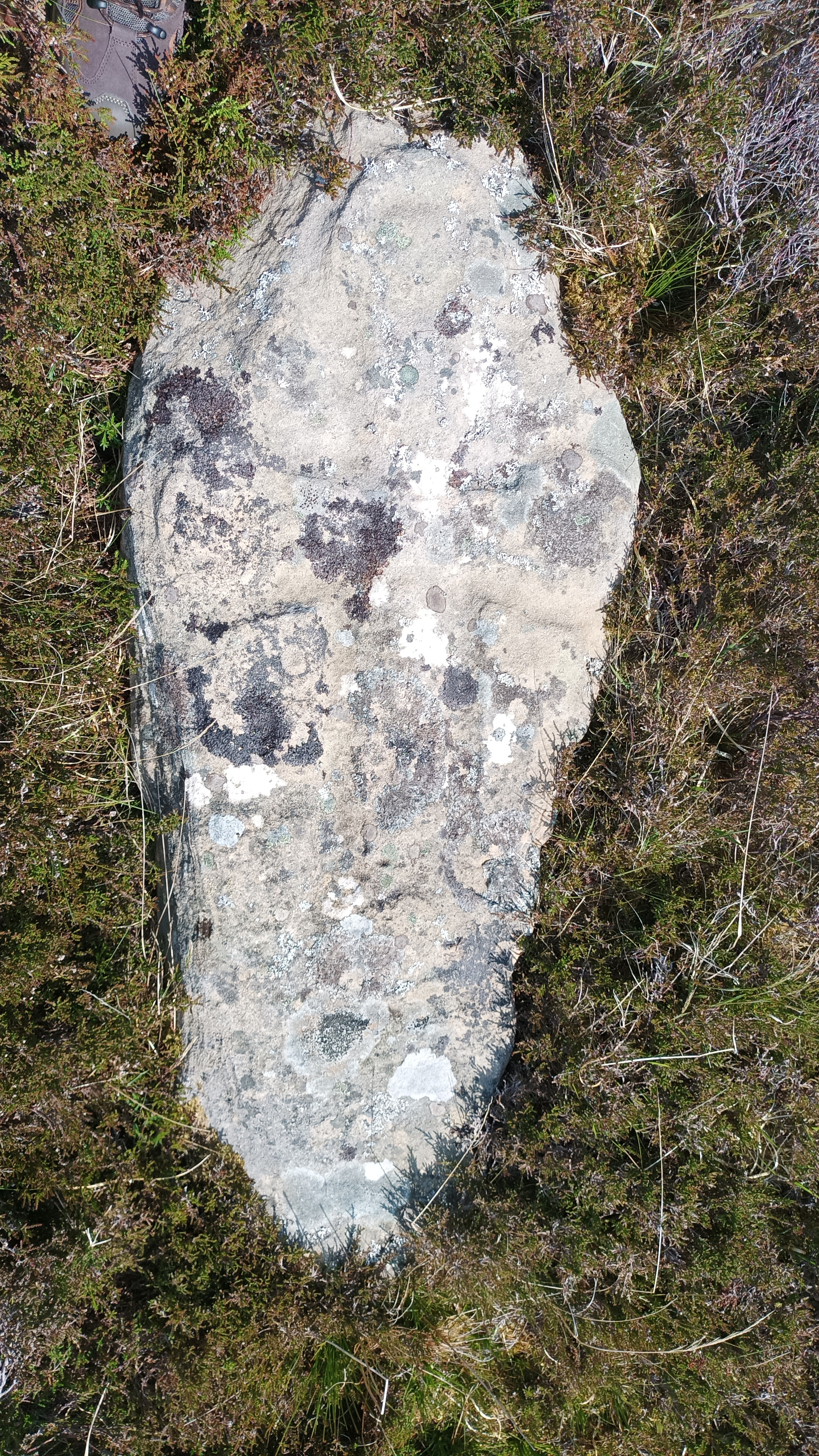
The Priest's stone